# 讷维尔莱达姆
讷维尔莱达姆（法語：Neuville-les-Dames，法語發音：[nøvil le dam]）是法国东部安省的一个市镇，属于布雷斯地区布尔格区。

## 地理
讷维尔莱达姆（46°9'44"N, 5°0'13"E）面积26.59 平方千米，位于法国奥弗涅-罗讷-阿尔卑斯大区安省，该省份为法国东部省份，北起汝拉省，西北接索恩-卢瓦尔省，西接罗讷省和里昂大都会，南至伊泽尔省，东与萨瓦省、上萨瓦省和瑞士接壤。
与讷维尔莱达姆接壤的市镇（或旧市镇、城区）包括：沙诺沙特奈、沙拉罗讷河畔沙蒂永、孔代西亚、罗芒、叙利尼亚、沃纳。

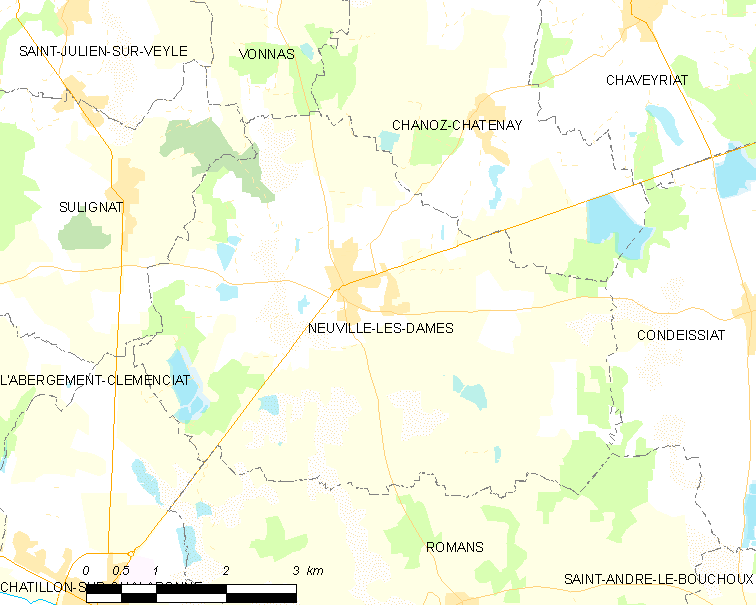
讷维尔莱达姆的OSM定位图

讷维尔莱达姆的时区为UTC+01:00、UTC+02:00（夏令时）。

## 行政
讷维尔莱达姆的邮政编码为01400，INSEE市镇编码为01272。

## 政治
讷维尔莱达姆所属的省级选区为沙拉罗讷河畔沙蒂永县。

## 人口

1962-2008年间讷维尔莱达姆人口变化图示

讷维尔莱达姆于2022年1月1日时的人口数量为1540人。